# Гимбутас, Антанас
Антанас Гимбутас (лит. Antanas Gimbutas) (02.01.1941 — 10.01.2013, Утена) — литовский шашечный композитор и решатель, шашечный деятель.

## Биография
Антанас Гимбутас — один из соучредителей Союза любителей шашечной композиции Литвы (LŠKMS) (2001), постоянный член Исполнительного Комитета СЛШК, судья чемпионатов Литвы по решению (в 2000-е годы).
Антанас Гимбутас вошел в историю шашечной композиции как автор 10-томной Klaidų antologija («Антология ошибок»).
В «Антологии…» показан результат тщательного анализа на наличие брака задач, этюдов, проблем, опубликованных в Антологиях Л. В. Витошкина «Этюды в международные шашки» (в 7 частях, Гомель, Белоруссия, 1995—2000) и «Этюды в русские шашки» (в 5 частях, Гомель, Белоруссия, 1996—1998), в журналах «Шашки» и Dambrete (Рига, Латвия, 1959—1992); «Шашечный мир» (1997—2002, Якутск/ Москва, Россия) и в других шашечных книгах и журналах.
Широкую известность Антанасу Гимбутасу принесло создание электронной базы шашечных композиций, в совместной работе над которой приняли активное участие Александр Ляховский (Белоруссия), Александр Полевой (Израиль), Юрий Голиков (Россия). В итоге многолетней работы «база Гимбутаса» содержит свыше 300 тысяч позиций в шашки-64 и 500 тысяч в шашки-100.

### Спортивные достижения
- Бронзовый призёр Кубка Президента FMJD по решению композиций в международные шашки (2002).
- Призёр чемпионатов Литвы по решению шашечных композиций : 2 место (1994, 1998); 3 место (1987, 1990, 1992, 1997).
- 3 место в чемпионате Литвы по составлению шашечных композиций (1999).
- Участник: второй чемпионат мира по решению композиций в русские шашки (Винница, 1994) — 13 место;
- чемпионаты Литвы по составлению шашечных композиций (1999 — этюды-64 — 3 место)
- 2000 — миниатюры-100 — 8 место
- проблемы-100 — 4 место.

## Память
Памяти Антанаса Гимбутаса посвящены соревнования:
- 2013. 24 января, Минск. Газета «Спортивная панорама» объявила круглогодичный конкурс памяти Антанаса Гимбутаса. Участники присылали в редакцию любой материал (задачи, концовки, задумки и др.), являющиеся результатом анализа (исправлением забракованного произведения либо составлением нового по побочному решению и т. п.) по книге «Антология Ошибок» Антанаса Гимбутаса. Победитель — Анатолий Савченко (Украина).
- 2015. 25 января прошел Открытый чемпионат Республики Башкортостан по международным шашкам по решению шашечных композиций 2015 года. Перед турниром вышел сборник материалов чемпионата, посвященный литовскому шашечному композитору Антанасу Гимбутасу.
- 3 мая, Вильнюс. Президент Союза любителей шашечной композиции Литвы С. Жилявичюс дал старт международному конкурсу по шашечной композиции на 100-клеточной доске «Памяти Антанаса Гимбутаса»